# Селек, Пынар
Пынар Селек (тур. Pınar Selek, род. 8 октября 1971, Стамбул) — турецкая феминистка, социолог и писательница. Она известна своей работой по правам уязвимых сообществ в Турции, включая женщин, бедных, беспризорных детей, сексуальные меньшинства и курдские общины. Она является автором нескольких книг, опубликованных на турецком, немецком и французском языках, а также одним из редакторов-основателей турецкого феминистского журнала «Amargi». Пынар Селек проживает во Франции, где получила академическое приглашение из университетов Страсбурга, затем Ниццы по французской программе PAUSE, а затем постоянную должность доцента социологии в Университете Лазурного берега. Она стала гражданкой Франции в 2017 году.
Селек в течение 15 лет подвергалась судебному преследованию в Турции в связи со взрывом, произошедшим на Египетском базаре в Стамбуле в 1998 году. Её судили и оправдали по всем обвинениям четыре раза (в 2006, 2008, 2011, 2014 годах), её последний оправдательный приговор был изменён 21 июня 2022 года Верховным судом Турции, который отменил оправдательный приговор и приговорил её к пожизненному заключению. Повторное судебное разбирательство было назначено на 31 марта 2023 года, затем перенесено на 29 сентября 2023 года. 

## Образование
Селек училась в лицее Нотр-Дам де Сион в Стамбуле и окончила бакалавриат и аспирантуру на факультете социологии Университета изящных искусств Мимара Синана. В 2014 году получила степень доктора политологии в Страсбургском университете.

## Арест, тюремное заключение и освобождение, 1998–2000
Пынар Селек была арестована 11 июля 1998 года в связи со взрывом, произошедшим двумя днями ранее на Египетском базаре в Стамбуле, в результате которого семь человек погибли и около 100 получили ранения. Многие считают, что арест был мотивирован её контактами с курдами в рамках её научных исследований. Её работы были конфискованы, и она отказалась назвать имена людей, у которых брала интервью в ходе своего исследования. Другой подозреваемый, Абдулмеджит Озтюрк (тур. Abdülmecit Öztürk), был арестован через две недели после Селек и признался полиции, что они вместе совершили взрыв, хотя позже он отказался от своих показаний и заявил, что его пытали во время содержания под стражей в полиции. Позднее с Озтюрка сняли все обвинения, а его заявление против Селек было признано недопустимым.
Проведя два с половиной года в тюрьме, в течение которых она подвергалась пыткам и жестокому обращению, Селек была освобождена 22 декабря 2000 года, когда группа экспертов, в том числе преподаватели кафедры аналитической химии Стамбульского университета и судебно-медицинского факультета университета Джеррахпаша опубликовали отчёты, в которых говорится, что взрыв был вызван случайным возгоранием газового баллона. Три свидетеля-эксперта, назначенные судом, также показали, что взрыв произошёл из-за утечки газа.

## Оправдательные приговоры, повторное судебное разбирательство и вынесение приговора, 2006—2023

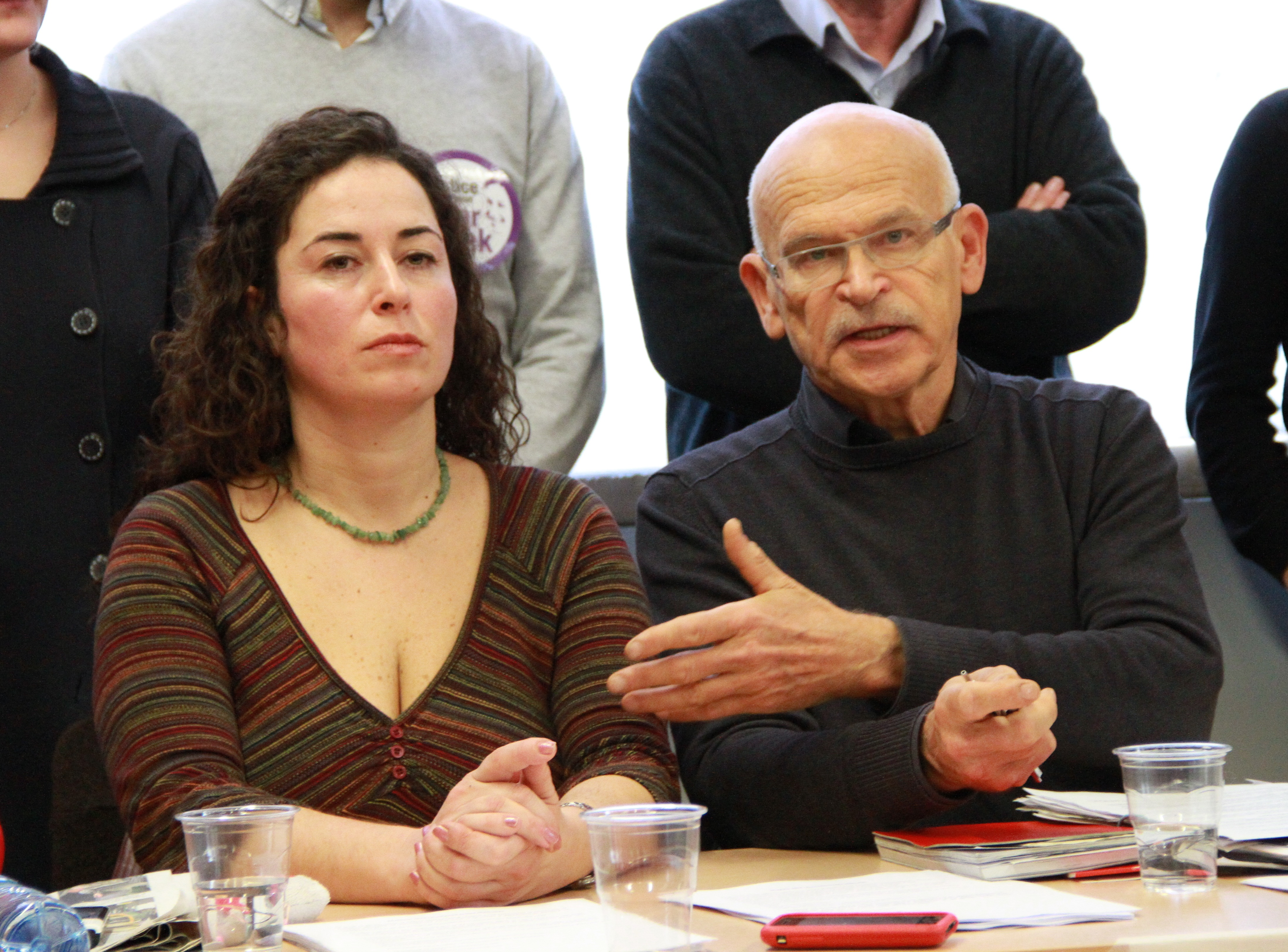
Пынар Селек и Гюнтер Вальраф на пресс-конференции в Страсбурге после вынесения ей приговора 25 января 2013 года.

Высокий уголовный суд № 12 Стамбула четыре раза оправдал Селек в правонарушениях (в 2006, 2008, 2011, 2014 годах), сославшись на отсутствие каких-либо доказательств, связывающих её со взрывом. Тем не менее, 22 ноября 2012 года суд решил внести поправки в свои предыдущие оправдательные решения и возобновить судебное разбирательство по делу, что её адвокаты назвали «беспрецедентным в истории турецкого права». 
24 января 2013 года, после чуть более часа рассмотрения дела, суд приговорил её к пожизненному заключению за взрыв на Египетском базаре в 1998 году. Решение было принято большинством голосов два против одного, при этом главный судья по делу высказал особое мнение. Хотя Селек судили заочно, на слушаниях присутствовали более 30 представителей неправительственных организаций и политических партий из Франции, Германии, Италии и Австрии, а во время суда протестовали почти 150 человек. На суде также присутствовали четыре наблюдателя от Страсбургском университета, в том числе проректор. 
После четвёртого оправдания 19 декабря 2014 года Верховный суд Турции 21 июня 2022 года отменил оправдательный приговор, немедленно приговорив Пынар Селек к пожизненному заключению. Повторное судебное разбирательство было назначено на 31 марта 2023 года, и на нём присутствовала делегация из ста юристов, политиков, учёных и представителей неправительственных организаций из Франции, Швейцарии, Бельгии, Германии, Италии, Норвегии и Турции. После слушаний, на которых адвокаты оспаривали незаконную процедуру Верховного суда по отмене оправдательного приговора и вынесению нового приговора без новых доказательств и судебного разбирательства, новая дата суда была назначена на 29 сентября 2023 года.

## Поддержка академических учреждений и международных организаций

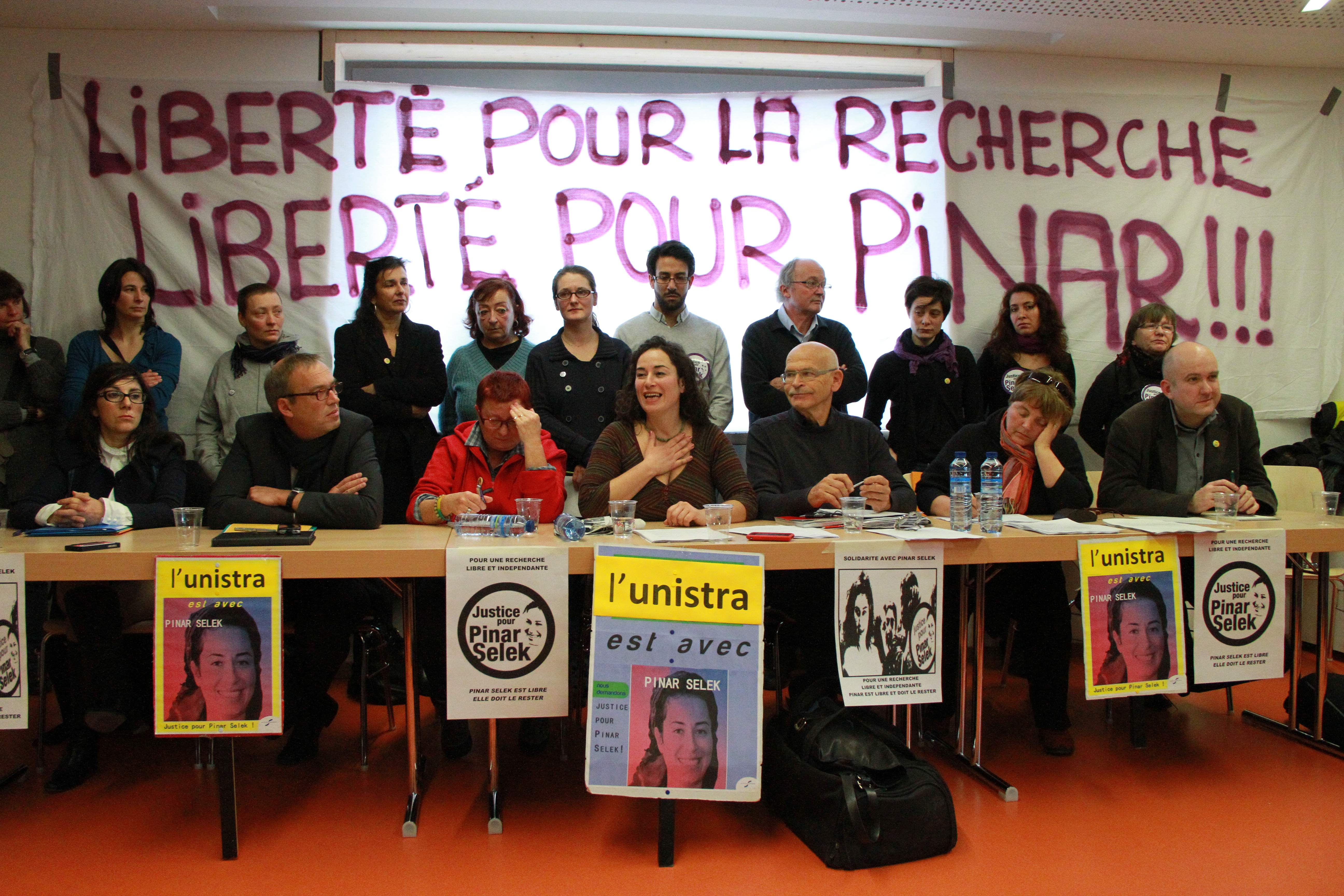
Пынар Селек (в центре) на пресс-конференции в Страсбурге 25 января 2013 года. Плакат гласит: "Свободу исследованиям. Свободу Пынар!!!"

Международная федерация по правам человека (FIDH), комиссар по правам человека Европейского совета и Всемирная организация против пыток призвали турецкие власти положить конец 14-летнему «судебному преследованию» Селек, поскольку похоже, что оно «просто направлено на то, чтобы наказать её за законное осуществление свободы мнений и их выражения». Международный ПЕН-клуб выразил возмущение и обеспокоенность и заявил, что судебная кампания против Селек направлена на то, чтобы наказать её за «давнюю поддержку и работу в отношении групп меньшинств в Турции». Ассоциация исследований Ближнего Востока (MESA) выразила поддержку Селек и беспокойство по поводу длительного отказа в правосудии, которому она подвергалась. В письме, адресованном премьер-министру Турции Реджепу Тайипу Эрдогану, Комитет по академической свободе MESA заявил, что: «все обстоятельства, сопутствующие её делу, позволяют предположить, что Селек находилась под следствием в течение последних четырнадцати лет за её исследования в отношении РПК в нарушение её прав на академическую свободу». Human Rights Watch назвала её судебное преследование «извращением системы уголовного правосудия и злоупотреблением процессуальными нормами» и настаивала на том, чтобы «необоснованные обвинения были сняты раз и навсегда». Турецкий журналист Дженгиз Чандар назвал решение, вынесенное в январе 2013 года, «пародией» и «позорным приговором». 
Среди других организаций, выразивших солидарность с Селек, — Amnesty International, Транснациональная рабочая группа по академической свободе и свободе исследований в Турции, Французская социологическая ассоциация, Французская ассоциация политических наук и Комитет заинтересованных учёных.
Ален Берец, президент Страсбургского университета, поддержал солидарность университета с Селек, назвав её приговор к пожизненному заключению «несправедливым и отвратительным». Университет Лазурного берега публично заявил о своей «непоколебимой поддержке» Селек, а также ценностей и академических свобод, которые представляет её дело. Коллектив учёных из Франции назвал её приговор посягательством на независимость общественных наук.
На пресс-конференциях после каждого приговора Селек обещала продолжить борьбу за справедливость.

## Публикации
В 1996 году Селек перевела «Я Баста» (¡Ya basta! — «Хватит!», «Довольно!») на турецкий язык. Это сборник писем лидера сапатистов субкоманданте Маркоса. В 2001 году была опубликована её книга Maskeler Süvariler Gacılar, посвящённая жизни транс-сообщества. В период с 2012 по 2022 год она также опубликовала пять книг и романов на французском языке, а также две детские книги.